# Ethlemahu Sintayehu
Ethlemahu Sintayehu (* 23. Februar 2001) ist eine äthiopische Hindernisläuferin.

## Sportliche Laufbahn
Erste internationale Erfahrungen sammelte Ethlemahu Sintayehu bei den Jugendweltmeisterschaften 2017 in Nairobi, bei denen sie in 6:35,79 min die Bronzemedaille über 2000 Meter Hindernis gewann. Im Jahr darauf belegte sie bei den U20-Weltmeisterschaften in Tampere in 9:50,96 min den sechsten Platz und wurde bei den Afrikameisterschaften in Asaba in 9:53,18 min ebenfalls Sechste.

## Persönliche Bestzeiten
- 3000 m Hindernis: 9:50,96 min, 13. Juli 2018 in Tampere